# Turanogryllus flavolateralis
Turanogryllus flavolateralis är en insektsart som först beskrevs av Lucien Chopard 1934.  Turanogryllus flavolateralis ingår i släktet Turanogryllus och familjen syrsor. Inga underarter finns listade i Catalogue of Life.